# Iraanse Revolutionaire Garde

Embleem

De Iraanse Revolutionaire Garde (IRG), Islamitische Revolutionaire Garde of Pasdaran (Perzisch: سپاه پاسداران انقلاب اسلامی ), Sepāh-e Pāsdārān-e Enqelāb-e Eslāmi) is het militaire elitekorps van Iran. De IRG is opgericht in mei 1979, het jaar van de Islamitische Revolutie, en speelde een belangrijke rol in de Irak-Iranoorlog. De huidige commandant is Mohammad Pakpour.
De IRG staat los van het Iraanse leger en valt rechtstreeks onder de geestelijk leider van Iran, ayatollah Ali Khamenei. Ze heeft haar eigen landmacht, speciale eenheden, luchtmacht en marine. De IRG bestaat uit 125.000 elitesoldaten. Het nucleair programma van Iran is sinds 2005 in handen van de IRG. In 2005 had IRG 150 soldaten in Libanon, militaire planners in Soedan, en drie waarnemers bij de Verenigde Naties.
De Basij vormen een paramilitair onderdeel van de IRG, en zijn als zodanig de vijfde tak van de IRG. De Basij tellen naar eigen zeggen vijftien miljoen vrijwilligers, maar volgens internationale schattingen ongeveer drie miljoen. In vredestijd fungeren ze als orde-/zedenpolitie.
Zowel de IRG als de Basij hebben grote belangen in de Iraanse economie. Khamenei en zijn voorganger Khomeini hebben hiertoe de aanzet gegeven: aanvankelijk om werkloosheid onder veteranen van beide organisaties te voorkomen, later ook om de loyaliteit te verzekeren. Zowel de Basij als hun moederorganisatie IRG bezitten conglomeraten, vooral in de bouw, waarbij de Basij zich op de kleinere en de IRG zich op de grotere projecten richten. Deze conglomeraten, vaak geleid door ex-commandanten, genieten fiscale en andere voordelen.

## Taken
De IRG is verantwoordelijk voor:
- Bescherming van de velayate faghih (het islamitische regime)
- Bescherming van de Iraanse nationale grenzen
- Iraanse politie, geheime dienst et cetera
- Bescherming van hoge functionarissen
- Het nucleair programma van Iran
- Iraanse militaire industrie
- Het ruimtevaartprogramma van Iran
- De Quds-brigade is actief in het buitenland, waar de brigade samenwerkt met lokale organisaties zoals Hezbollah, Hamas en sjiitische milities in Irak. De brigade laat deze organisaties het zichtbare werk doen. Deze eenheid wordt ook via Hezbollah verdacht van de bomaanslag op het AMIA-gebouw op 18 juli 1994 in Buenos Aires.[1]

## Verdere gegevens
- Commandant: Mohammad Pakpour
- Adjunct commandant: Jamaladdin Aberoumand
- Commandant van de grondtroepen: ?
- Commandant van de luchtmacht: Amir Ali Hajizadeh
- Commandant van de marine: Alireza Tangsiri
- Commandant van de Basij-macht: Gholamreza Soleimani
- Commandant van de Quds-brigade: Esmail Qaani
- Commandant van de inlichtingendienst: Mohammad Kazemi